# Alamut (novela)
Alamut es una novela escrita por Vladimir Bartol, publicada originalmente en 1938 y en esloveno, relata la historia de Hasan-i Sabbah y los Hashshashin en su fortaleza de Alamut.
Bartol comenzó a pensar la obra en la década de 1930, mientras vivía en París. En la capital francesa conoció al crítico literario esloveno Josip Vidmar, quien le introdujo la historia de Hassan-i Sabbah. Otra motivación por la novela surgió con el asesinato del rey Alejandro I de Yugoslavia, perpetrado por nacionalistas radicales croatas y búlgaros, en la supuesta perpetración del gobierno fascista italiano. Cuando fue publicada por primera vez, fue sarcásticamente dedicada a Benito Mussolini.
El lema de la novela es Nada es una realidad absoluta, todo está permitido.
Este libro fue una de las inspiraciones que sirvieron para la popular serie de videojuegos Assassin's Creed.

## Argumento
La novela está ambientada en el siglo XI en la fortaleza de Alamut (persa: قلعه الموت), que está en las manos del líder ismailí, Hassan-i Sabbah o Sayyiduna (سیدنا, "nuestro amo"), quién busca reunir un ejército con el propósito de atacar al Imperio selyúcida, el cual está en control de Irán. La historia comienza con el viaje del joven ibn Tahir, quién aspira a, según los deseos de su familia, unirse a la guarnición de Alamut. Allí, es nombrado miembro del escuadrón de los soldados más valientes, llamados los fedai (فدائی). Se espera que los Fedai obedezcan órdenes sin protestar y estén dispuestos a sacrificar sus vidas si es necesario. Durante su entrenamiento exigente, llegan a convencerse de que irán al cielo inmediatamente después de su muerte si mueren en el cumplimiento de su deber. Hassan logra alcanzar tal nivel de obediencia de sus soldados gracias a ingeniosos engaños; les suministra drogas (hachís) para adormecerlos y después ordena que sean llevados a los jardines detrás de la fortaleza que sirven para crear la ilusión de estar en el cielo, incluyendo incluso huríes, bellas doncellas del paraíso musulmán. Gracias a esto, los fedayin creen que Alá mismo ha dado a Hassan el poder de enviar a cualquiera al paraíso momentáneamente. Por otra parte, algunos de los fedayin se enamoran de las huríes, y Hassan utiliza estos sentimientos para su propio provecho.
Mientras tanto, el ejército selyúcida sitia la fortaleza Alamut. Algunos de los soldados son capturados y Hassan decide demostrarles su poder. Ordena a un par de fedayin (Yusuf y Suleiman) que se suiciden: Suleiman, apuñalándose a sí mismo; Yusuf, saltando de una torre. Ellos cumplen con satisfacción la orden de su amo, ya que creen que pronto se regocijarán con sus amadas en el cielo. Después del asedio, Hassan ordena a ibn Tahir que vaya a matar al gran visir del sultán selyúcida Nizam al-Mulk. Hassan quiere vengarse de una traición que al-Mulk cometió en su contra tiempo atrás. Ibn Tahir apuñala al visir, pero, antes de morir, el visir revela la verdad de los engaños de Hassan a su asesino. Ibn Tahir decide regresar a Alamut y matar a Hassan. Cuando Ibn Tahir vuelve, Hassan lo recibe y también le revela su verdadero lema: "Nada es una realidad absoluta, todo está permitido". Luego, deja ir a ibn Tahir, para iniciar un largo viaje alrededor del mundo. Otro fedai mata al Sultán selyúcida y el imperio selyúcida se disuelve. Comienza la lucha por el trono selyúcida. Hassan se encierra en una torre, decidido a trabajar hasta el final de sus días. Su poder sobre los ismailíes es transferido a manos de sus fieles subalternos religiosos.

## Interpretaciones
Algunos de los críticos literarios contemporáneos, como Lino Legiša, lo han interpretado como una alegoría de la TIGR, una organización formada para luchar contra la italianización fascista en el antiguo Litoral austríaco.

## Impacto cultural

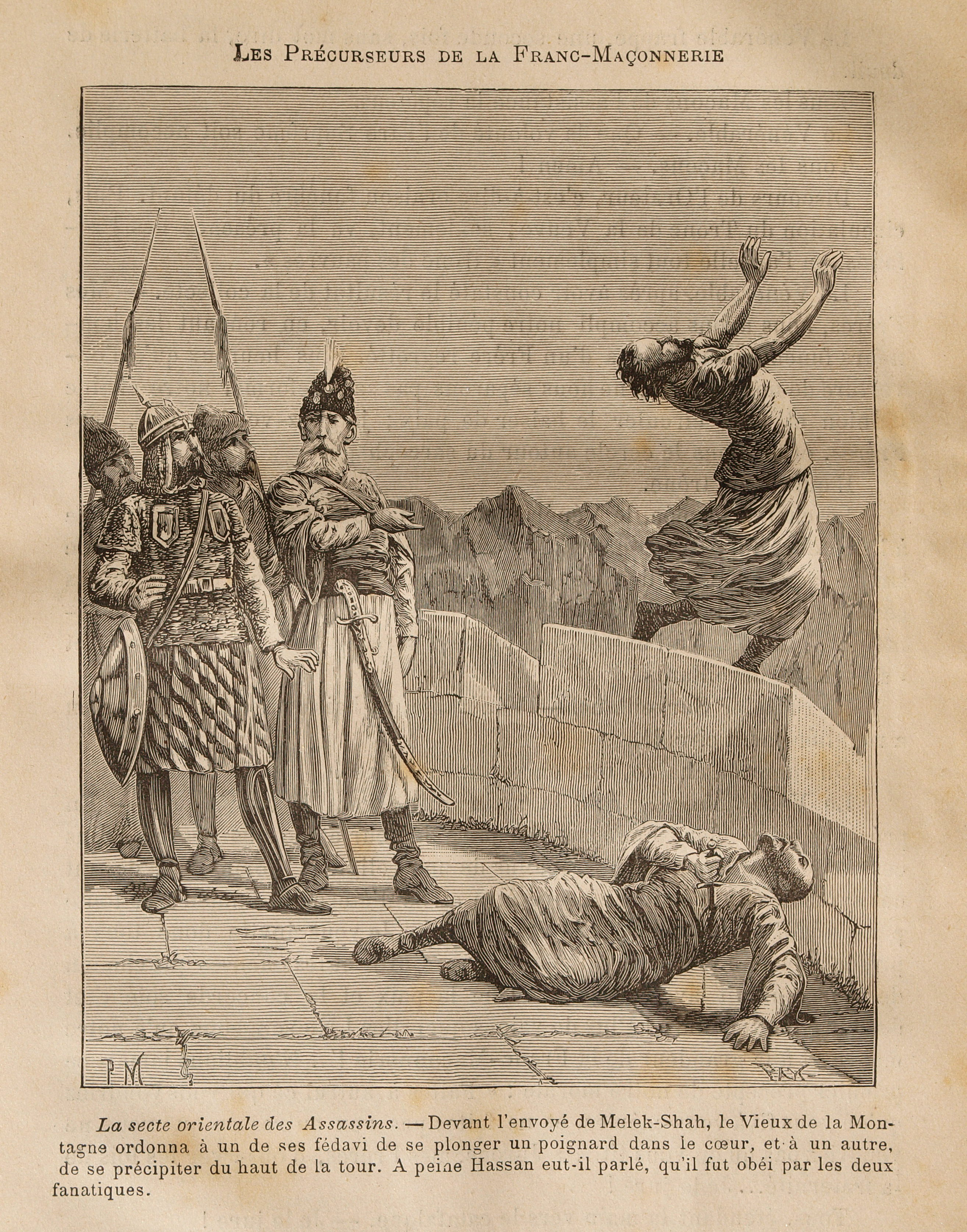
Escena de leyenda en la fortaleza de Alamut, donde Hassan-i Sabbah pide a sus fieles de suicidarse delante el enviado de Malik Chah (Ridwân Fakhr Malik Châh), dibujo de Pierre Méjanel

La novela y su argumento fueron la inspiración para la popular serie de videojuegos Assassin's Creed. Muchos elementos de la trama del libro se pueden encontrar en el primer juego y la frase de la novela bajo una traducción alternativa: "nada es verdad, todo está permitido" es el principio rector de la Orden de los Asesinos del juego - que son los descendientes ficticios del Ismailismo.
El autor William S. Burroughs encontró fascinación dentro de la historia de Hassan-i-Sabbah e incluyó el lema "Nada es verdad, todo está permitido", y muchas referencias a la obra en su novela posmoderna de 1959, El almuerzo desnudo.